# Conopleura latiaxisa
Conopleura latiaxisa is een slakkensoort uit de familie van de Drilliidae. De wetenschappelijke naam van de soort is voor het eerst geldig gepubliceerd in 2011 door Chino.